# Joseph-François Domard

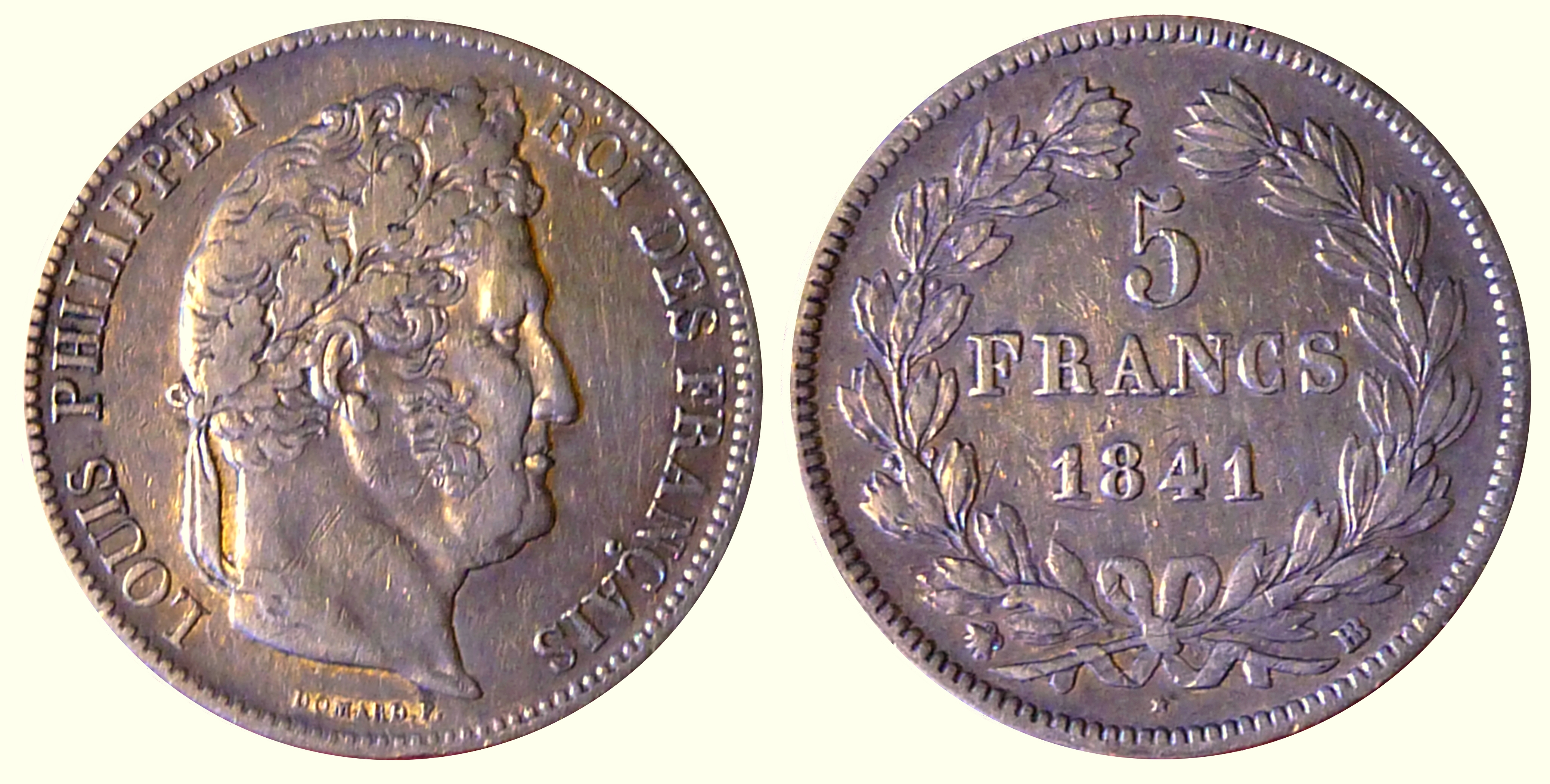
Le type tête laurée émise de 1831 à 1848 pour Louis-Philippe Ier, écu de 5 francs argent.

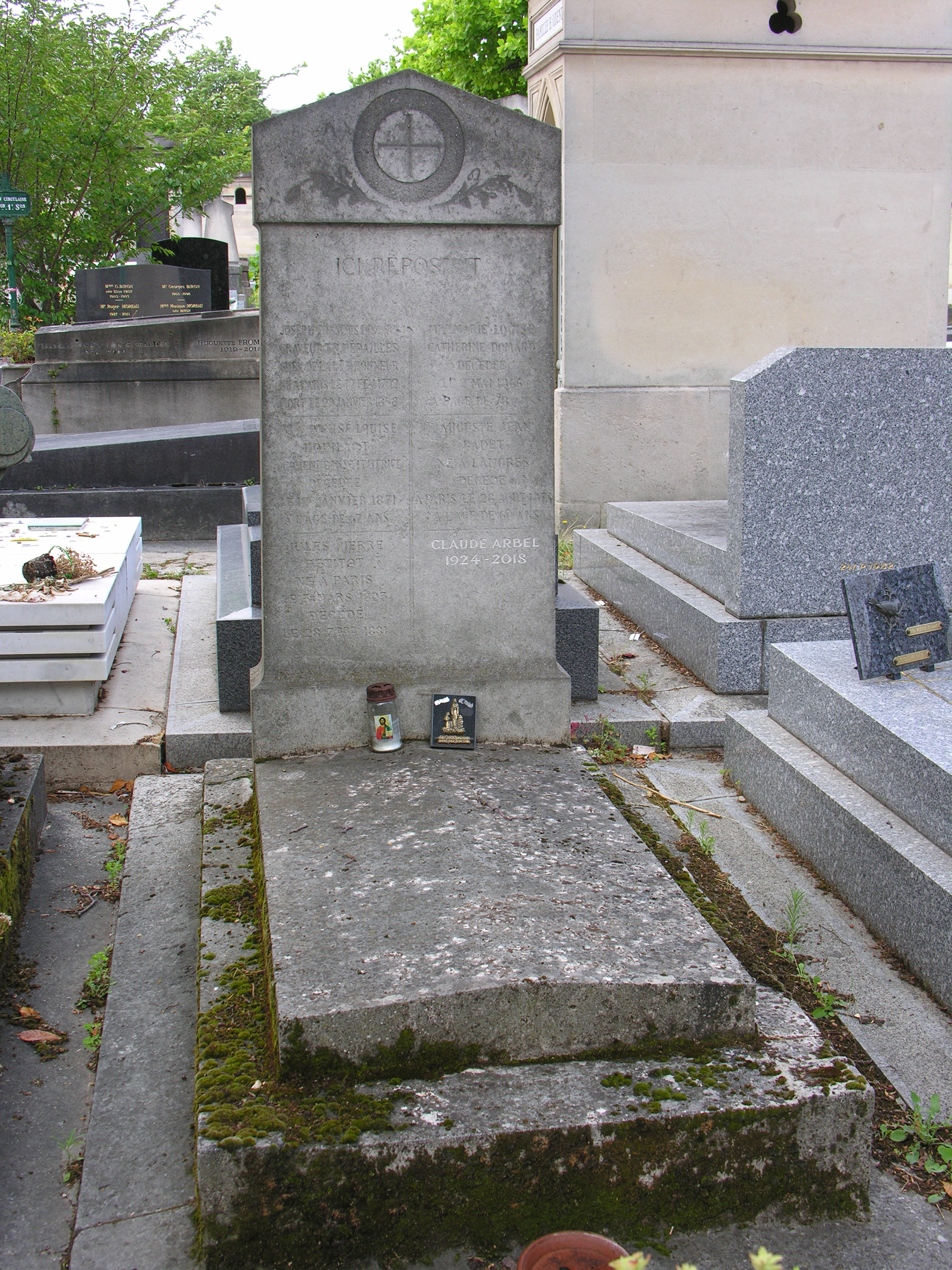
Vue de la sépulture au cimetière du Montparnasse.

Joseph-François Domard, né le 12 février 1792 à Paris et mort le 19 janvier 1858 dans la même ville, est un médailleur français.

## Biographie
Joseph-François Domard est élève à l'École nationale supérieure des beaux-arts de Paris en 1810.
En 1810, il obtint le deuxième prix de Rome en gravure de médaille et pierre fine.

## Œuvres

### Monnaie
- Il grave la deuxième série du monnayage d'argent de Louis-Philippe Ier pour les années 1831 à 1848, les valeurs quart-de-franc, demi-franc, franc, deux francs, cinq francs, ainsi que les pièces en or, vingt et quarante francs.

### Médaille
- Médaille en argent des Commissaires experts du gouvernement, loi du 27 juillet 1822, gravée en 1831. Son mercure assis servit de 1920 à 1929 pour l'émission de monnaie de nécessité de la Chambre de commerce des pièces de 50 c, 1 F et 2 F.
- Une médaille posthume à l'effigie de Charles Percier fut exécutée par Joseph-François Domard en 1840, sur commande des amis et anciens élèves de l'architecte. Un exemplaire en est conservé au musée Carnavalet (ND 0410).
- Médaillon en bronze Jean-Jacques Rousseau et Voltaire. 1825.

## Galerie

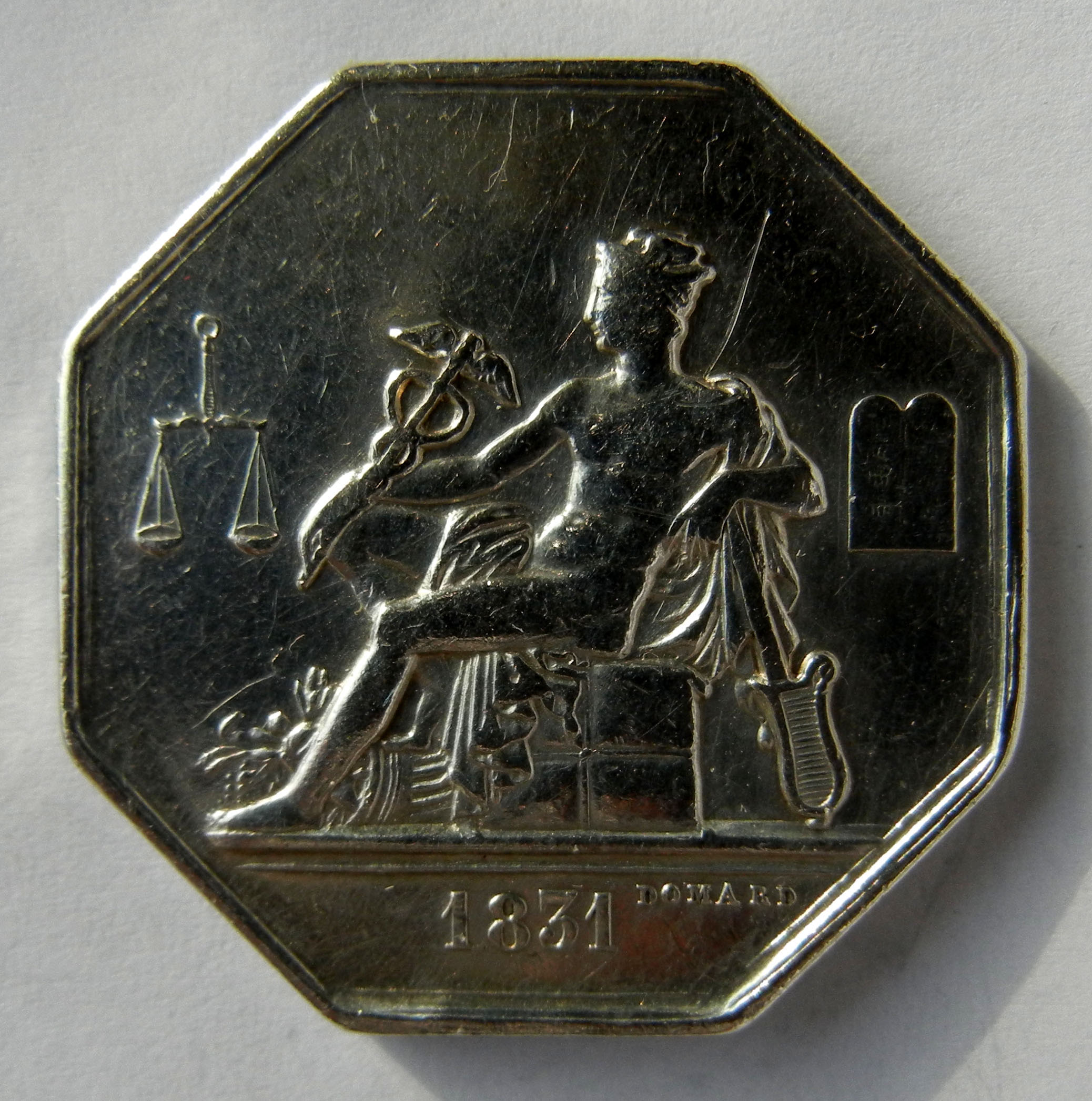
Médaille en argent (avers), Commissaires experts du gouvernement, loi du 27 juillet 1822, gravée en 1831.
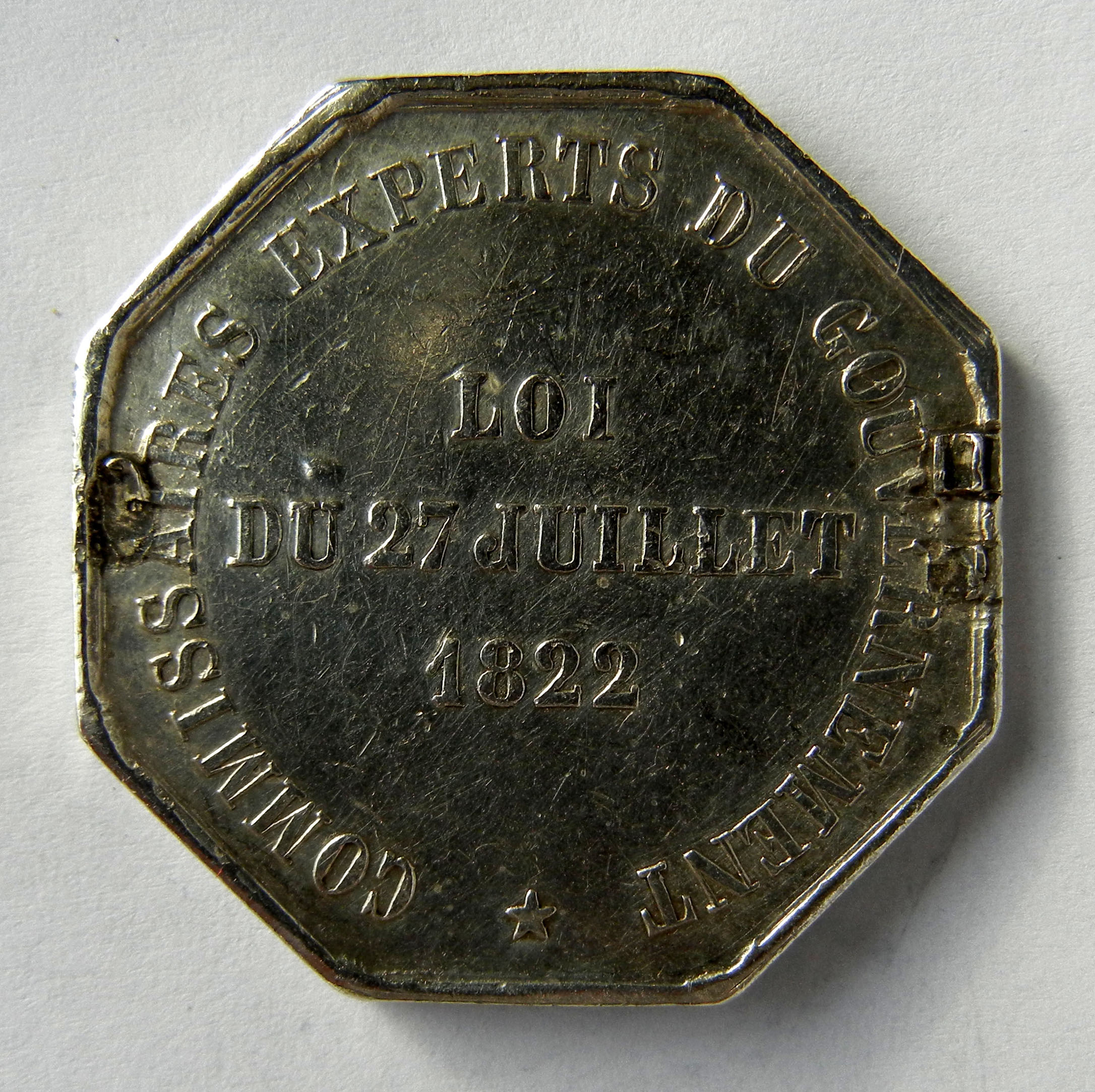
Médaille en argent (revers), Commissaires experts du gouvernement, loi du 27 juillet 1822, gravée en 1831.
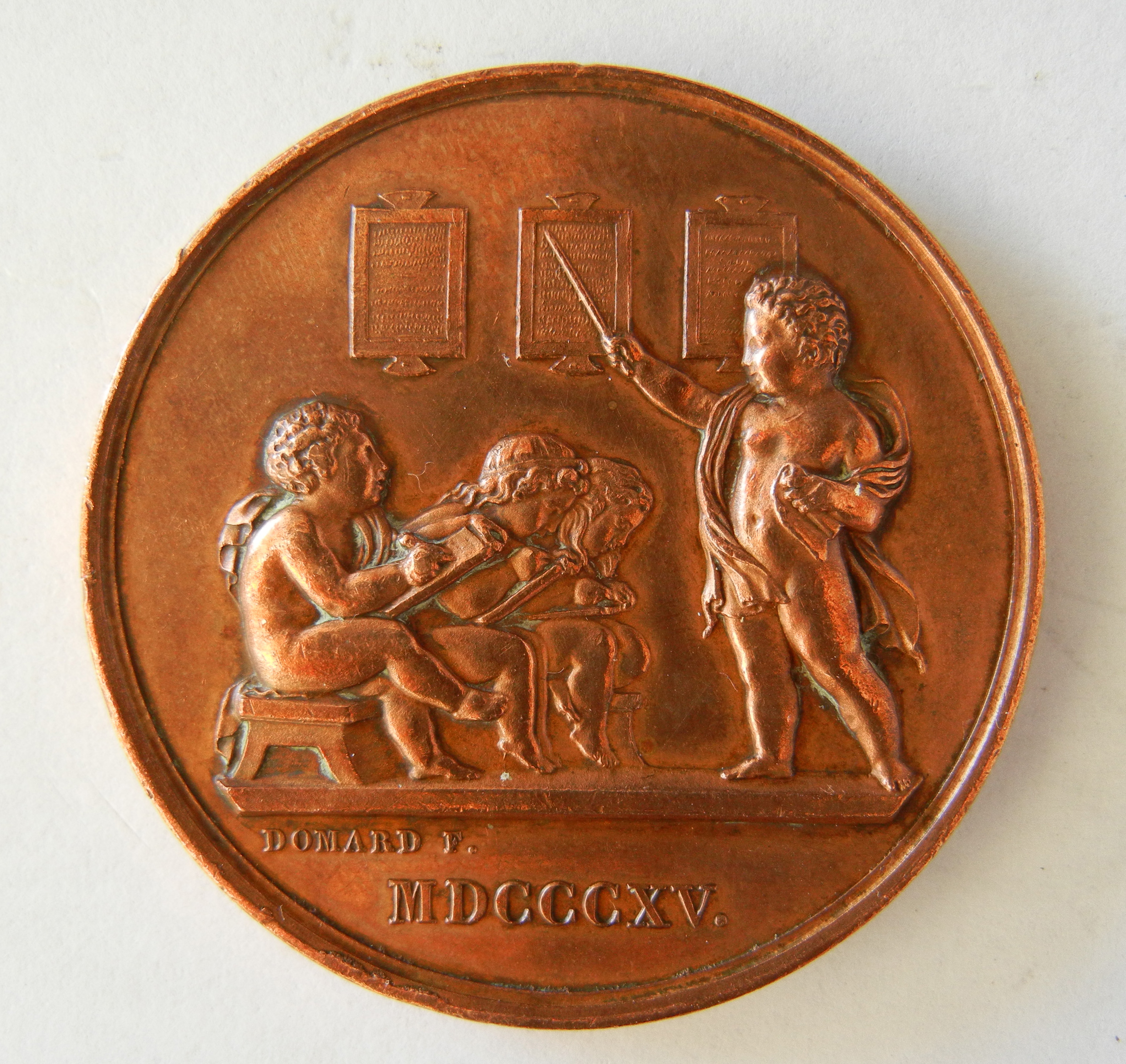
Médaille en cuivre (avers), Société pour l'instruction élémentaire, examens 1889, gravée en 1815.
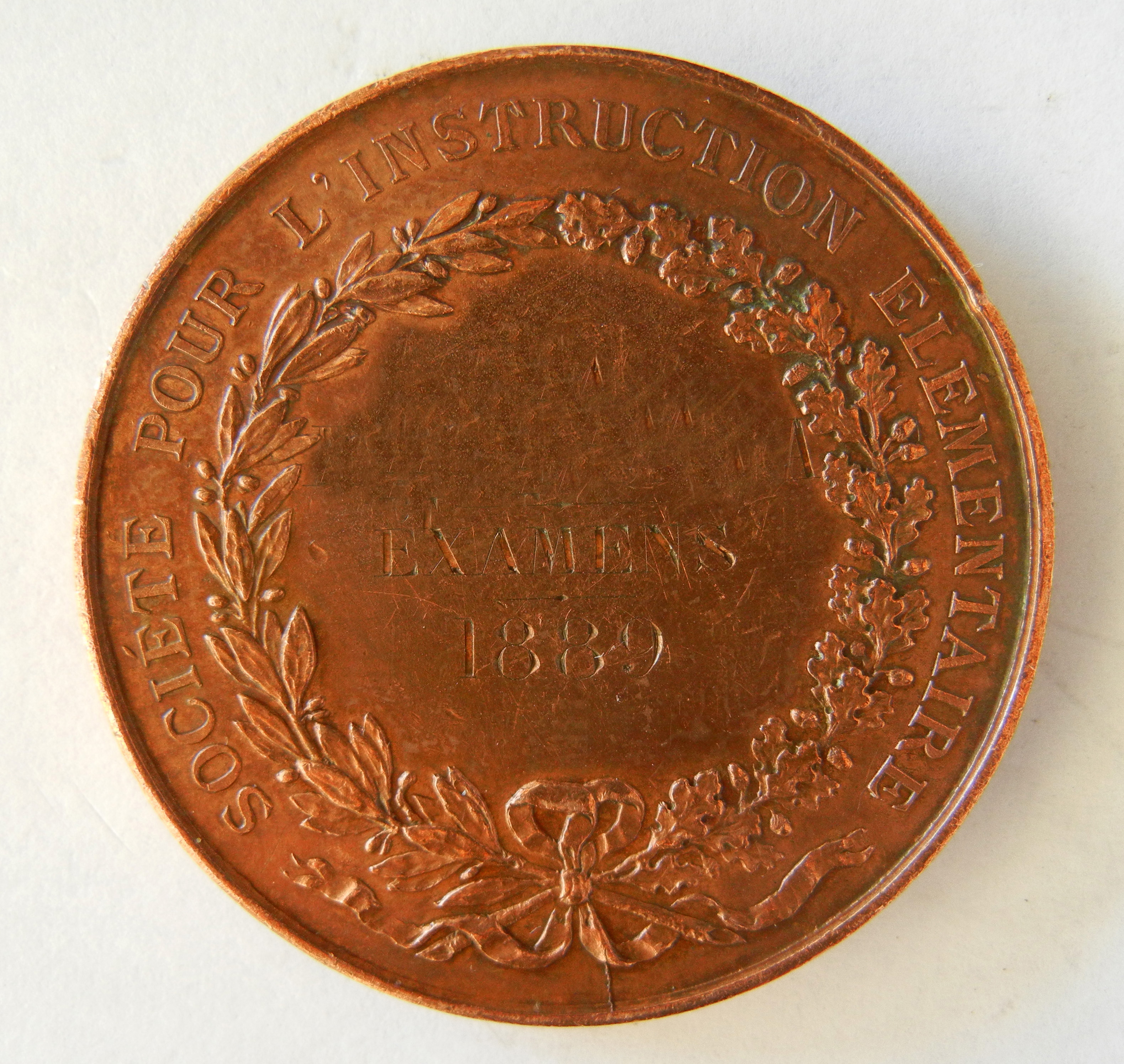
Médaille en cuivre (revers), Société pour l'instruction élémentaire, examens 1889, gravée en 1815.
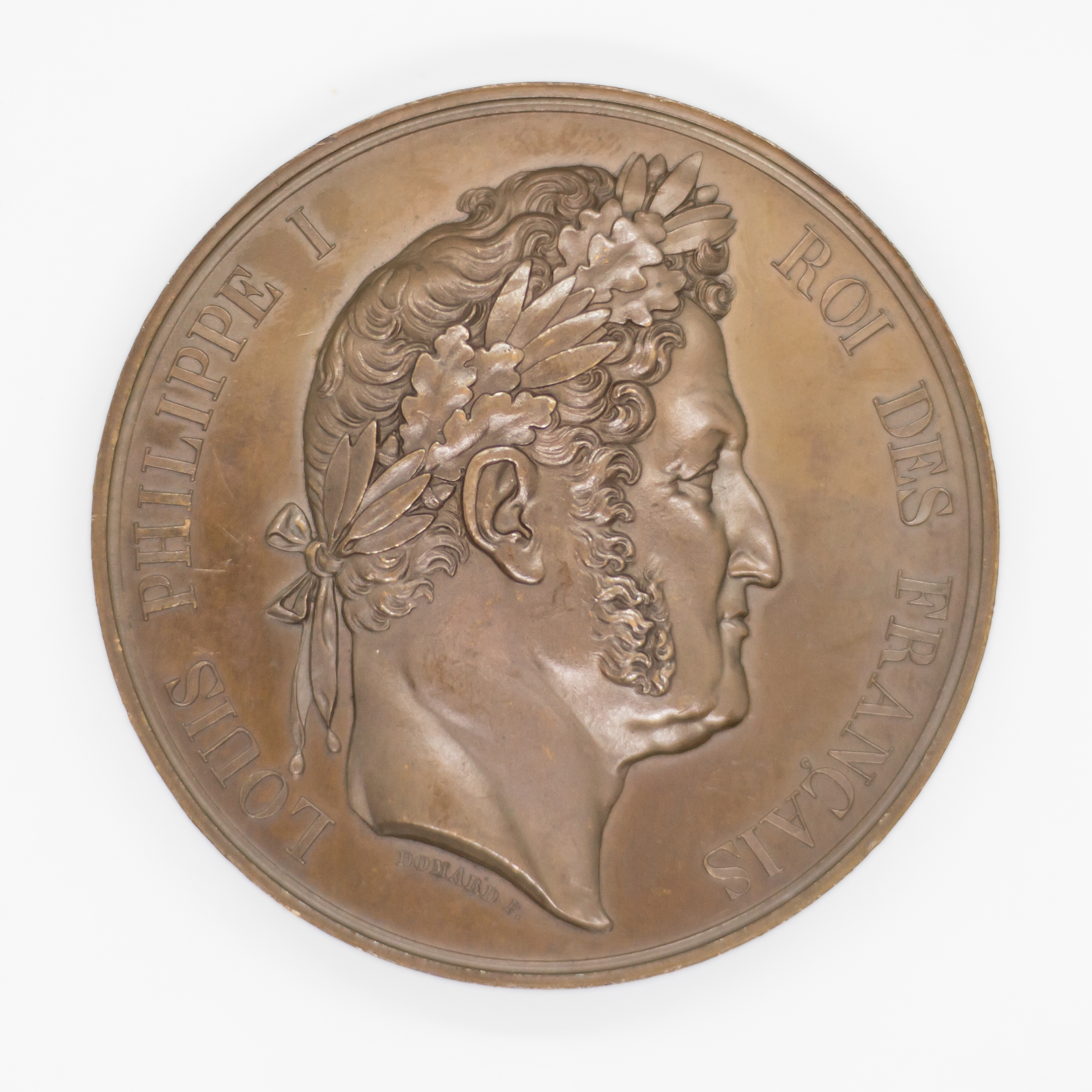
Médaille produite durant la Monarchie de Juillet (avers), avec l'inscription "Louis-Philippe Ier, roi des Français".
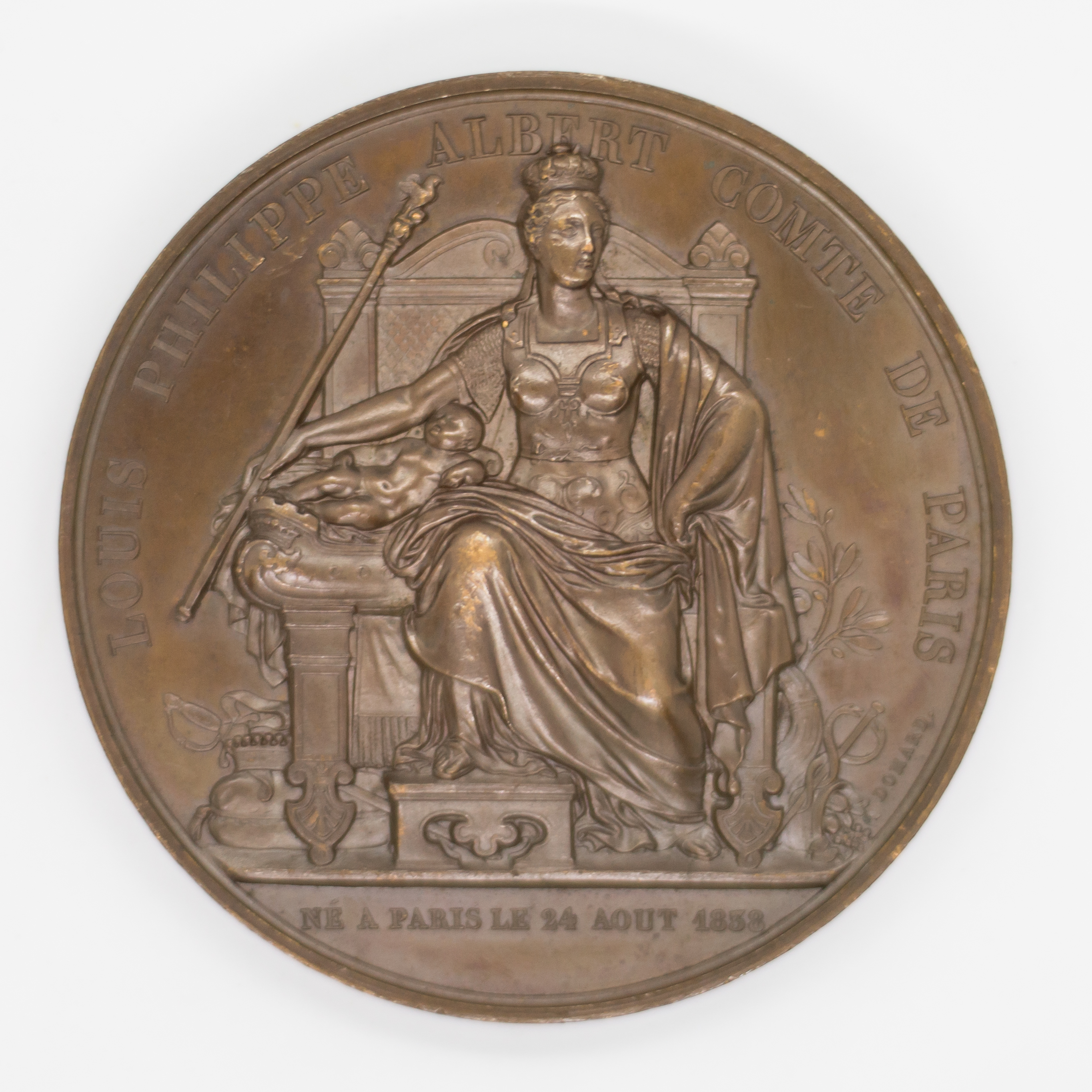
Médaille produite durant la Monarchie de Juillet (revers), avec l'inscription "Louis Philippe Albert, comte de Paris, né à Paris le 24 août 1838".